# Emerson-White-getijdenboek
Het Emerson-White-getijdenboek is een getijdenboek volgens het gebruik van Rome, dat werd vervaardigd in Valenciennes, Brugge en Gent rond 1475-1482. Het wordt bewaard in de Houghton Library van de Harvard-universiteit in Cambridge (Massachusetts). Sommige miniaturen zijn in het verleden verwijderd. Hiervan zijn er twee geïdentificeerd; ze bevinden zich in Los Angeles (De verkondiging aan de herders) en Brussel (Gregoriusmis).
De boekverluchting is uitgevoerd door Simon Marmion, de Meester van het gebedenboek van Dresden, de Meester van de Houghton-miniaturen, de Ghent Associates en nog een andere kunstenaar. De miniatuur met de heilige Antonius, die wordt toegeschreven aan de Meester van de Houghton-miniaturen, is nauw verwant aan het werk van Hugo van der Goes. Vanwege de superieure kwaliteit houden sommige kunsthistorici het voor mogelijk dat de miniatuur onder supervisie van Hugo van der Goes of door hemzelf is gemaakt.

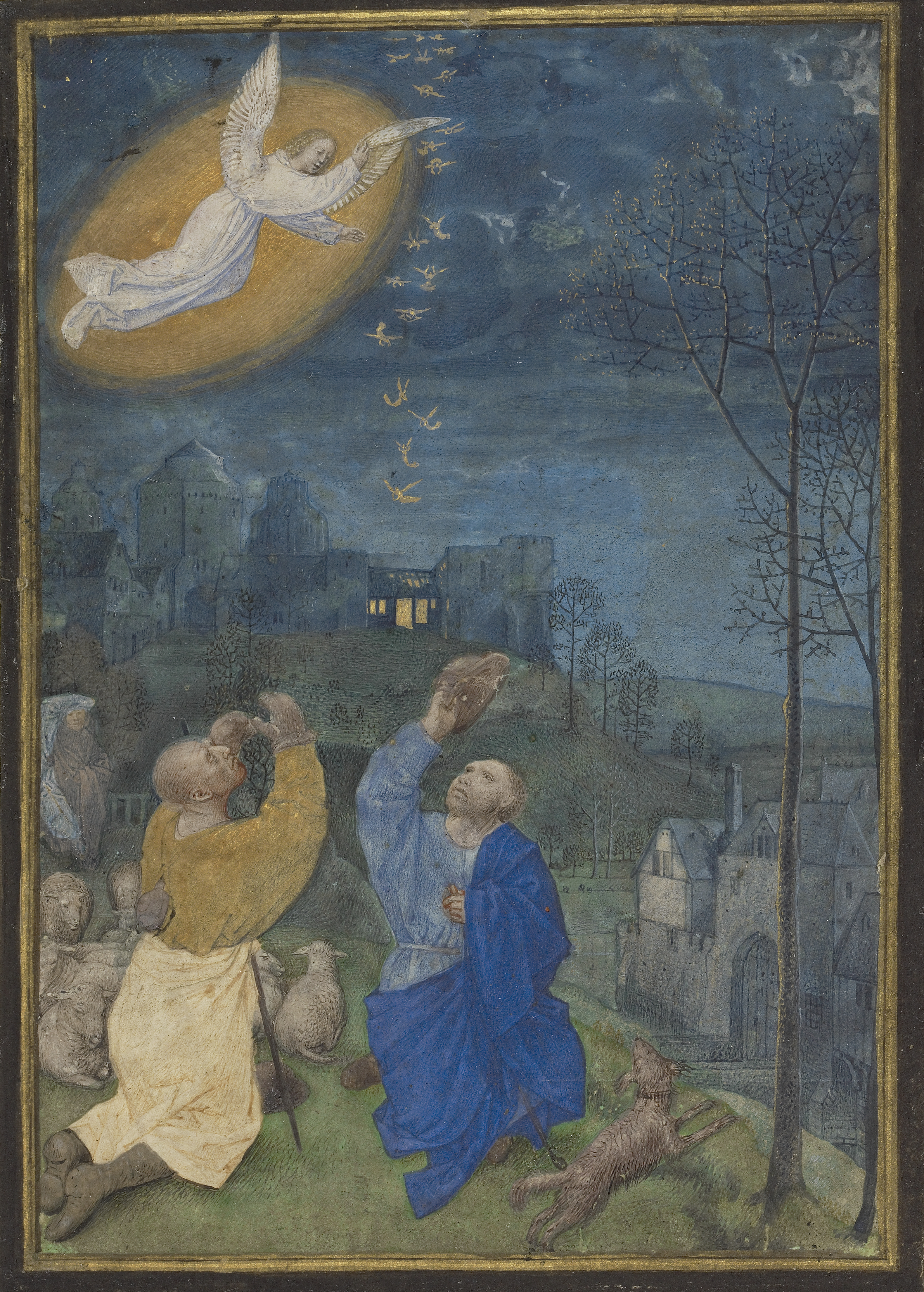
Meester van de Houghton-miniaturen, De verkondiging aan de herders, blad uit Emerson-White-getijdenboek (oorspronkelijk naast De aanbidding van de herders), J. Paul Getty Museum, Los Angeles
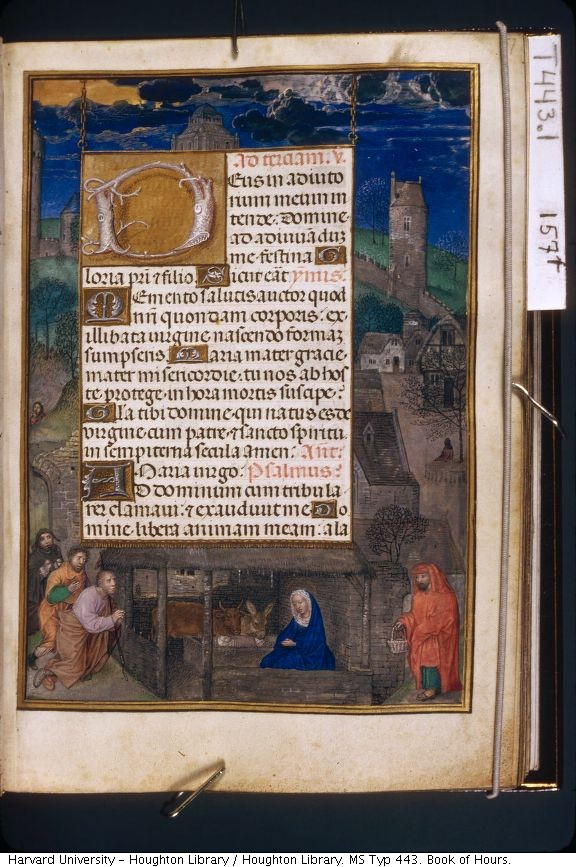
Ghent Associates (?), De aanbidding door de herders, Emerson-White-getijdenboek, fol. 157r

## Verblijfplaats
Het manuscript is verdeeld over de volgende collecties:
- Emerson-White-getijdenboek (in twee delen): Houghton Library, Cambridge (Massachusetts), ms. Typ. 443-443.1
- losse bladgrote miniatuur: Gregoriusmis, KBR, Brussel, ms. 3634-6
- losse bladgrote miniatuur: De verkondiging aan de herders, J. Paul Getty Museum, Los Angeles, ms. 60